# مايكل لويس (أسقف)
مايكل أوغسطين أوين لويس (من مواليد 8 يونيو 1953) هو رئيس أساقفة أنجليكاني ولد في إنجلترا ويخدم الآن في الشرق الأوسط. وهو الأسقف الأنجليكاني في أبرشية قبرص والخليج  التابعة لاقليم الكنيسة الأسقفية في القدس والشرق الأوسط . تقع ضمن أبرشيته قبرص والعراق و شبه الجزيرة العربية بما في ذلك الدول العربية في الخليج العربي . وهو أيضًا رئيس أساقفة الكنيسة الأسقفية في القدس والشرق الأوسط .

## النشأة
ولد لويس في 8 يونيو 1953.  تلقى تعليمه في مدرسة الملك إدوارد السادس ، ساوثهامبتون وكلية ميرتون ، أكسفورد ، حيث قرأ ودرس دراسات شرقية بالعبرية ، والآرامية ، والسريانية  وحصل على البكالوريوس في عام 1974 والماجستير في عام 1979. تم أعدادة للكهنوت في كلية كوديستين اللاهوتية ، وحصل على درجة أكسفورد الثانية في المدرسة الفخرية للاهوت عام 1977. 

## خدمته
رُسم مايكل لويس شماسًا عام 1978 ثم كاهنًا عام 1979. بعد خدمته تمهيدا للكهنوت في كنيسة المسيح الملك ، في أبرشية ساوثوارك أصبح قسيس ليخدم طلبة جامعة غرينتش في عام 1980. كان قس مساعد في كنيسة القديسة مريم العذراء ، ويلينج ، ساوثوارك من عام 1984 إلى عام 1991 عندما أصبح خادما في ورسستر ساوث إيست ، ثم عميدًا لكاتدرائية كانون في ورسيستر.
في عام 1999 ، تم تعيينه أسقفا لأبرشية ميدلتون . في 2007 تم نقله إلى أبرشية قبرص والخليج
في 5 يونيو 2011 ، رسم أول كاهنة في الشرق الأوسط في كاتدرائية القديس كريستوفر بالمنامة . 
مايكل لويس عضو في اللجنة الدولية للحوار اللاهوتي الأنجليكاني الأرثوذكسي ، وسابقًا في المجلس الاستشاري الأنجليكاني ، بالإضافة إلى كونه مستشارًا للجنة الدائمة المشتركة بين الأنجليكان حول الوحدة والإيمان والنظام ، والأسقف الزائر لمجتمع راهبات محبة الله ، دير التجسد ، فيراكريس ، أكسفورد. منذ عام 2021 كان زميلًا فخريًا في كلية ميرتون ، أكسفورد.
تولى منصب رئيس أساقفة الكنيسة الأسقفية في القدس والشرق الأوسط في 17 نوفمبر 2019 ، في حفل أقيم في كنيسة القديس أندرو ، في أبو ظبي ، الإمارات العربية المتحدة .